# Карен Такізава
Карен Такізава (яп. 滝沢 カレン, Takizawa Karen, нар. 13 травня 1992, Токіо) — японська модель, таренто та акторка. Вона представлена агенцією Stardust Promotion та була переможницею гран-прі Miss Seventeen 2008. Вона була ексклюзивною моделлю для модного журналу JJ. Батько Такізави українець, мати — японка.

## Життя та кар'єра
Такізава була помічена в Шибуї та увійшла в індустрію розваг як модель. Вона увійшла та виграла гран-прі Miss Seventeen 2008 для журналу моди Seventeen у 2008 році та розпочала діяльність як ексклюзивна модель. З 2009 по 2010 рік Такізава знімалася у фільмах Rookies: Graduation та Maria-sama ga Miteru.
У березні 2011 року вона закінчила середню школу та журнал моди Seventeen. Через місяць вона приєдналася до JJ як їх ексклюзивна модель. У 2014 році вона змінила агентство з Groovy Air на Stardust Promotion. Такізава отримала визнання як таренто після своєї появи в Dancing Sanma Palace у червні 2015 року, де був помічений її унікальний метод мови та вибору слів. З того часу вона стала активною телевізійною особистістю в різних програмах.
23 липня 2019 року Такізава закінчила JJ як ексклюзивна модель.